# まんが王
『まんが王』（まんがおう）は、かつて秋田書店が発刊していた月刊漫画雑誌。

## 概要
『冒険王』の増刊『漫画王』として1951年に4冊刊行され、1952年1月号より月刊誌として独立した。
『冒険王』が高学年向きの漫画を多く連載していたのに対し、当誌は低学年向けの漫画多く連載した。
1960年2月号から誌名を『まんが王』に変更するも、翌1961年4月号から『小学生画報』に改名、折しもその時期、秋田書店は兄弟誌として『中学生画報』という雑誌を創刊させているが、たった3冊のみの刊行でスピード休刊となった。
そして『小学生画報』も同年12月号で再び誌名を『まんが王』に戻している。
昭和40年代に入ると季刊誌「別冊まんが王」が刊行された。
しかしこの時期の、競合誌の相次ぐ休刊の流れには抗しえず、1971年6月号を最後に『冒険王』に合併する形で休刊を迎えた。
ギャグ漫画家として、赤塚不二夫「ナマちゃん」を育て、吾妻ひでおをデビューさせた功績がある。

## 掲載作品一覧

### 漫画作品
- ぼくのそんごくう（手塚治虫）
- ナマちゃん（赤塚不二夫）
- 進め騎兵隊
- 超犬リープ（桑田次郎）
- ふしぎな少年（手塚治虫）
- 海賊王子（いずみあすか）
- ドラゴンタイガー（井上英沖）
- ハッスルパンチ（原案：森やすじ・絵：伊東章夫）
- 魔神ガロン（手塚治虫）
- スリルくん（板井れんたろう）
- ムサシ（貝塚ひろし）
- 怪獣マリンコング→マリンコングの大逆襲（原作：越田委寿美→柳川創造・絵：笹川ひろし）